# Prunum succinea
Prunum succinea är en snäckart som först beskrevs av Conrad 1846.  Prunum succinea ingår i släktet Prunum och familjen Marginellidae. Inga underarter finns listade i Catalogue of Life.